# Bandeira da deficiência
A bandeira da deficiência, também chamada de bandeira da superação ou bandeira dos direitos das pessoas com deficiência, é uma bandeira que representa as pessoas com deficiência.
Uma, denominada especificamente como Bandeira do Orgulho da Deficiência, foi criada em 2016 por Ann Magill, uma mulher com deficiência, e posteriormente readaptada em 2021. Esta bandeira foi criada para ser usada nos dias de parada do orgulho da deficiência, seu uso é comum em países de língua inglesa, popular também nas redes sociais durante o mês do orgulho da deficiência.
Outra, criada em 2017 por Eros Recio, um dançarino valenciano com síndrome de Down. A bandeira destina-se a uso geral, particularmente em eventos centrados na deficiência, apresentada nas Nações Unidas.
Ambas têm sido usadas no Dia Internacional das Pessoas com Deficiência e, também, em datas nacionais ou regionais.

## Designe significado
As bandeiras destinam-se a representar as pessoas com deficiência, sua luta por direitos e conceitos relacionados, incluindo o movimento do orgulho da deficiência e os Jogos Paralímpicos.
A bandeira da deficiência é uma bandeira tricolor com três listras horizontais de tamanho igual em cores de ouro, prata e bronze. Essas cores pretendem evocar as três medalhas dos Jogos Paralímpicos e pretendem representar a superação de obstáculos pelo coletivo, e não os sentimentos competitivos e meritocráticos relacionados ao evento em si. Por exemplo, as adversidades discriminatórias impostas pela sociedade, a conquista de novos direitos conquistados para o coletivo e a celebração de uma maior consciência da desigualdade. Segundo Recio, as três cores também representam as diferentes formas de deficiência. No entanto, os significados dessas cores devem ser decididos pela comunidade coletiva que representam.

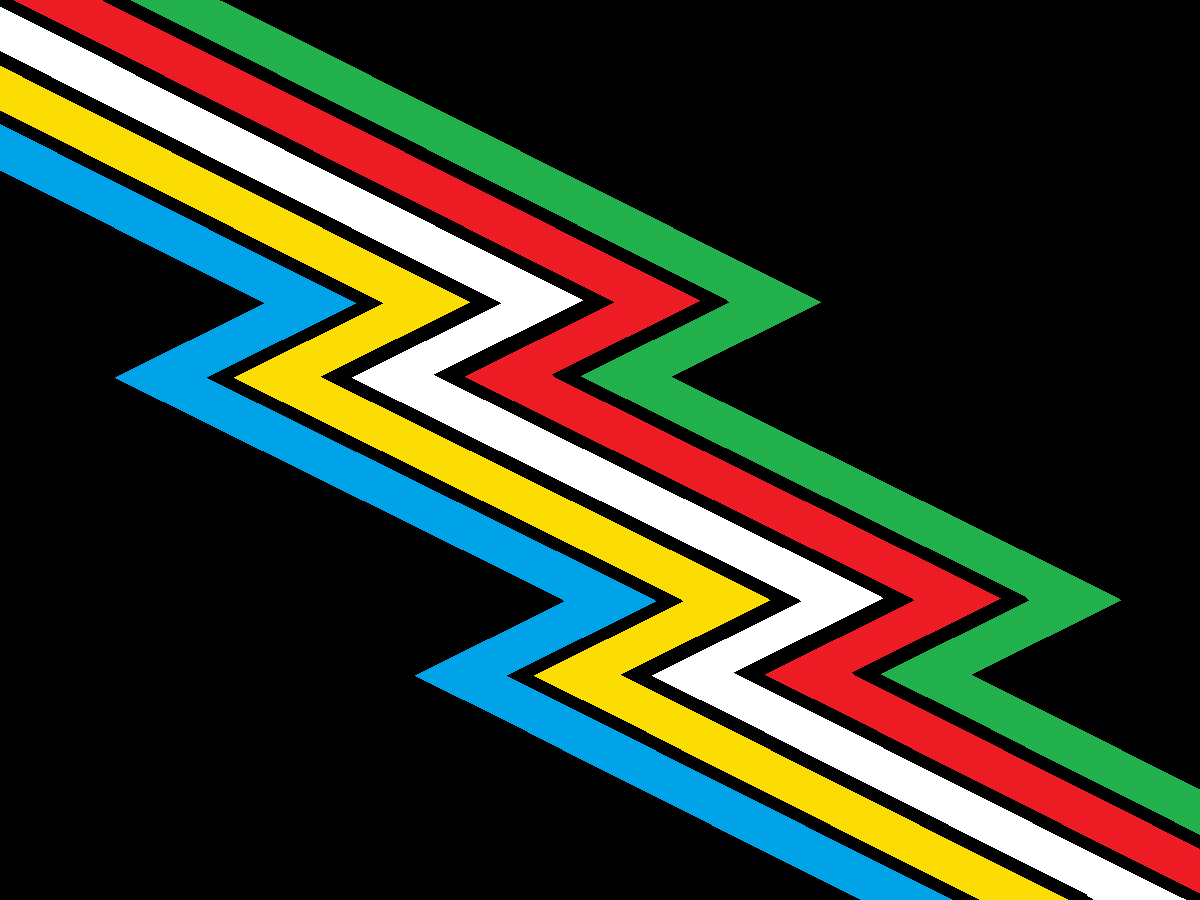
Bandeira do orgulho da deficiência de Ann Magill com zigue-zague (2016)

A bandeira do orgulho da deficiência representa o movimento do orgulho da deficiência. A origem é predominante nas redes sociais e nos países anglófonos, onde a presença do movimento é maior. A bandeira original foi projetada em 2016 e adaptada em junho de 2019. O fundo preto representa o sofrimento da comunidade com deficiência pela violência e também serve como cor de rebelião e protesto. O relâmpago representa como as pessoas com deficiência devem superar as barreiras e demonstra sua criatividade ao fazê-lo. As cinco cores representam a variedade de necessidades e experiências: transtorno mental, deficiência intelectual e de desenvolvimento, deficiência invisível e não diagnosticada, deficiência física e deficiência sensorial.
Em 2021, a bandeira de Ann Magill foi alterada para ficar visualmente segura, com cores suaves e listras diagonais retas, e evitar gatilhos como enxaquecas, desorientação, epilepsia e outros tipos de fadiga ocular. O design de Magill ficou popular no Mês do Orgulho da Deficiência [en]. A bandeira do Orgulho da Deficiência é de domínio público sob uma licença Creative Commons CC0 1.0 Universal (CC0 1.0). O amarelo, outras vezes dourado, representa o espectro autista, a neurodiversidade e deficiências cognitiva e intelectual, o azul para depressão, ansiedade e transtornos mentais, vermelho para deficiências físicas, branco para deficiências invisíveis ou não diagnosticadas e verde para deficiências de percepção sensorial.

## Movimento e influência
O movimento do orgulho da deficiência tem suas raízes em eventos de conscientização do orgulho para outras comunidades minoritárias. O conceito e o design da Bandeira do Orgulho da Deficiência também foram inspirados e influenciados por movimentos sociais como a comunidade LGBT+, orgulho LGBT e orgulho negro [en].
A primeira Parada do Orgulho da Deficiência nos Estados Unidos foi realizada em Boston, Massachusetts, em 1990. Desde então, as paradas do orgulho da deficiência se espalharam por todo o país. Desfiles também ocorreram na Noruega, Reino Unido, Coreia do Sul e Alemanha.

## Relação com Eros Recio
Segundo Eros Recio, a bandeira é desenhada com as cores de três metais: ouro, prata e bronze. Estes pretendem representar os três principais tipos de deficiência: física, mental (intelectual ou psicossocial) e sensorial. A bandeira e seu desenho têm um caráter geral, ou seja, cada cor não representa exclusivamente um tipo específico de deficiência, mas sim todas elas como um todo. Tampouco significa que exclui outras formas de deficiência, como deficiência visceral ou deficiência múltipla. É importante mencionar que nenhuma cor é considerada mais importante que outra.

Em 12 de dezembro de 2019, Eros Recio participou de um ato oficial do Colégio Superior de Arte da Seda [es] de Valência, no qual uma Bandeira da Deficiência feita de seda foi adicionada à exposição. Nesta ocasião, Recio reiterou sua afirmação em um discurso de que esta bandeira representa todas as pessoas com deficiência.
| “            | É um grande orgulho que a instituição do Escola Superior de Arte da Seda, que na sua época foi o motor industrial de toda a Valência, tenha solenizado a bandeira com a seda genuína da nossa tradição mais arraigada. Com esta bandeira vamos levar ao mundo uma mensagem de inclusão, solidariedade e liberdade. Muito obrigado em nome de todas as pessoas com deficiência do planeta. | ” |
| — Eros Recio | |   |

Durante o ato, foi mencionada a incorporação de uma nova definição para a bandeira: "Bandeira da Superação". Isso foi para destacar o caráter vingativo do termo “deficiência” e evitar uma possível segregação social típica do capacitismo.
Além disso, alguns pequenos banners foram entregues em reconhecimento a este trabalho social a Vicente Genovés, Presidente do Grande Colégio de Arte da Seda; José María Chiquillo, Presidente da Rede Internacional Rotas da Seda da Organização das Nações Unidas para a Educação, a Ciência e a Cultura (UNESCO), representantes de organizações de pessoas com deficiência, como a Fundação Roig Alfonso ou Aspaym CV, e a escritora Carmen Carrasco.
Em 3 de dezembro de 2017, no Dia Internacional das Pessoas com Deficiência das Nações Unidas, parlamentares de países latino-americanos se reuniram em uma assembleia plenária no Peru. Por aclamação, declararam que a bandeira é o símbolo de todas as pessoas com deficiência. No mesmo dia, a bandeira foi entregue à sede europeia das Nações Unidas. Muitas cidades e municípios espanhóis exibem a bandeira no Dia Internacional das Pessoas com Deficiência. Em 2018, a bandeira foi exibida na cidade de Santa Cruz de La Palma, nas Ilhas Canárias de La Palma. Em 3 de dezembro de 2018, a bandeira foi adotada pelo "Foment d'Esportistes amb Reptes" (FER), uma organização esportiva olímpica e paralímpica da Espanha.